# Блакитний карбункул
«Блаки́тний карбу́нкул» — твір із серії «Пригоди Шерлока Холмса» шотландського письменника Артура Конана Дойля. Вперше опубліковано Strand Magazine в січні 1892 року. Був екранізований чотири рази: у 1923, 1968, 1979 і 1984 роках.

## Сюжет
Це історія відбувається майже повністю на 27 грудня. Вотсон відвідує свого друга Холмса на Різдво, той розглядає принесені комісаром Петерсоном знахідки: старий капелюх і різдвяного гусака, випущені чоловіком при бійці з вуличними розбишаками. Петерсон забирає гусака додому, щоб з'їсти його, але повертається пізніше з коштовним каменем карбункулом. Його дружина знайшла його в горлі птиці. Холмс робить деякі висновки про власника капелюха від простого спостереження за його станом (зокрема те, що він посварений з дружиною і в його будинку немає газового освітлення), а ім'я власника вказує бирка з лапи птаха. Висновки цілком підтвердилися, коли знайшлося оголошення від власника, Генрі Бейкера, про втрату капелюха й гусака.
Холмс не може встояти перед такою інтригуючою таємницею, і з Вотсоном починає ходити по різних закутках міста, щоб визначити, як саме вкрадена коштовність опинилася в горлі гусака. Чоловік, який випустив гусака, містер Генрі Бейкер, явно не знав про карбункул, а птаха чесно купив у пабі «Альфа Інн». Відмовившись від уже зарізаного гусака, він дає Холмсу цінну інформацію, яка зрештою привела його до «Альфа Інн», а далі до заключного етапу розслідування, в Ковент-Гарден, звідки походив гусак.
Там продавець на ім'я Бреккінрідж сердиться на Холмса та скаржиться на чоловіка, який вже цікавився раніше гусаком з чорною смугою на хвості. Очевидно, він знає, що карбункул був у гусака і шукає птицю. Холмс визначає причетність до крадіжки такого собі Джеймса Райдера — чергового з готелю, де 22 грудня в графині викрали карбункул.
Райдер, боячись переслідування, засунув карбункул у одного з гусаків, яких розводить його сестра Меггі Окшотт. Він повинен був отримати цього гусака в подарунок, але отримав схожого, теж з чорною смугою на хвості. Коли Райдер розрізав гусака і не знайшов дорогоцінний камінь, то повернувся до своєї сестри, яка продала гусей «Альфа Інн», і запитав, чи є ще один гусак такої ж зовнішності. Вона сказала, що таких було два, але він прийшов занадто пізно: вона продала всіх  птахів Бреккінріджу в Ковент-Гарден. Бреккінрідж вже продав гусей «Альфа Інн», і інший гусак з чорною смугою на хвості потрапив до Генрі Бейкера як різдвяний птах. Райдер і його спільниця, покоївка Кетрін Кьюсак, тим часом вирішили перекласти злочин на плечі раніше засудженого Джона Хорнера, щоб відвести від себе підозри.
З нагоди свята, Холмс вирішує не викликати поліцію (до цього рішення Холмса також приводить думка, що арешт зробить Райдера ще більшим злочинцем). Райдер тікає на континент, а Хорнера відпускають.